# Szörényi bánság

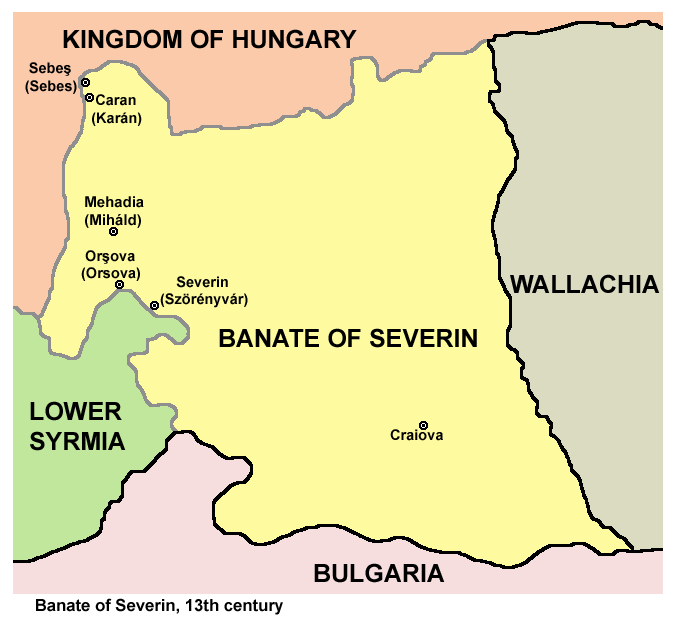
A Szörényi bánság a középkorban

A Szörényi bánság (latinul: Banatus Zewriniensis) a középkori Magyar Királyság délkeleti tartománya volt, amely a jelenleg Romániához tartozó Olténia nyugati, és a Bánság egy kis keleti részét foglalta magába. Területe változott, kezdetben talán a teljes Olténiát magába foglalta, később nagyobbrészt a bánsági Szörénységet foglalta magába. Vezetője a szörényi bán volt. A tartományt Béla herceg alapította 1228-ban, a kunok kiűzése után, székhelyévé Szörényvárt téve meg. A Szörényi bánság fennállása alatt gyakran volt háborúk kirobbantó oka a Magyar Királyság és Havasalföld között, míg végül az oszmán hadsereg 1522-1524 között uralma alá hajtotta a vidéket, megszüntetve ezzel a Szörényi bánságot.

## Története
A Szörényi bánságot Béla herceg (a későbbi IV. Béla király) hozta létre 1228-ban, miután a területet elhódította a kunoktól. Az első szörényi bán, Lucas neve egy 1233-ból származó okiratban van megemlítve. A tartomány a tatárjárás idején elpusztult, később azonban Béla király újraszervezte és megalapította területén a Szörényi Püspökséget (az első püspök, Gergely nevét 1246-ban említik). 1247-ben a Johannita Lovagrendnek adományozódott, akik azonban 1260-ban elhagyták.
1277-ben az Argeș-vidéki román területek vajdája, Litovoi megkísérelte elfoglalni és országához csatolni a bánságot, de terve kudarcot vallott, a magyar seregekkel vívott harcban ő is életét vesztette. Később azonban, a IV. László király halála után kitört belpolitikai válságot kihasználva, 1290 körül Radu Negru vajda elfoglalta a tartomány nagy részét és az újonnan alakuló Havasalföld területéhez csatolta.

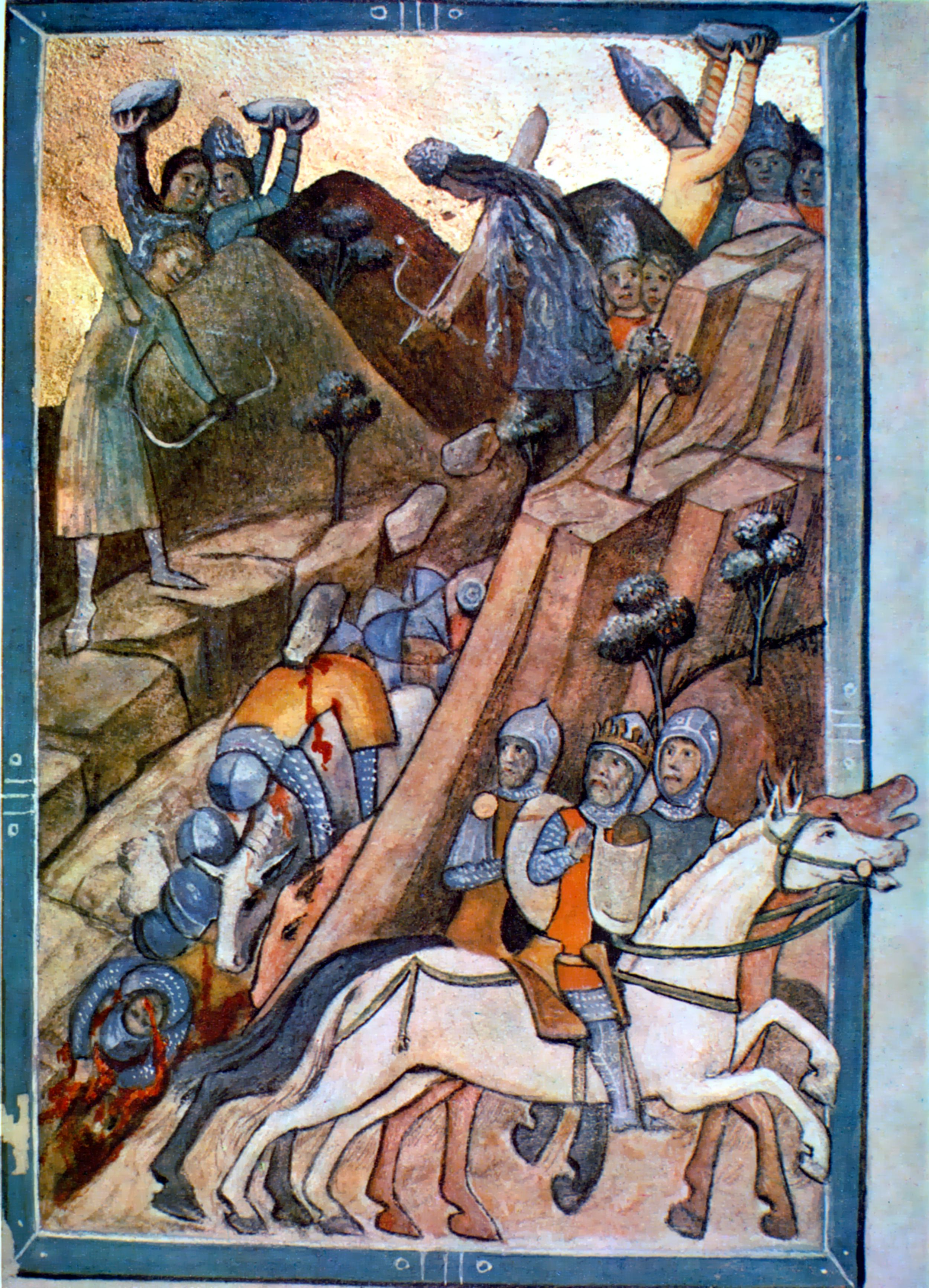
Csór Tamás átadja lovát Károly Róbert királynak. A posadai csata ábrázolása a Képes krónikában

Tekintettel arra, hogy 1324 és 1330 között nem ismertek a szörényi bánok, feltételezhető, hogy a területet a magyar király hűbéreseként maguk a havasalföldi vajdák tartották ellenőrzésük alatt. Kialakult Craiova központtal a Craiovai Bánság. A craiovai bán a havasalföldi főméltóságok egyik legnagyobbja volt.
Miután leszámolt a hatalmát veszélyeztető főurakkal, Károly Róbert király megkísérelte újra uralma alá hajtani a területet, de seregét I. Basarab vajda a Vöröstoronyi-szorosban tőrbe csalta és megverte  (posadai csata). Ezzel a bánság egy időre Havasalföld része maradhatott.
1368-ban Nagy Lajos magyar király hadjáratot vezetett I. Vladiszláv (Lajk) vajda ellen, akitől sikerült elfoglalnia Szörényvárt, de mivel a vajda egy évvel később behódolt neki, ezért hűbérként visszaadta. Ezt követően a Szörényi bánság nagy része a havasalföldi vajdák kezén volt, míg végül 1419-ben Zsigmond magyar király az Al-dunai háború során elfoglalta és visszacsatolta Magyarországhoz. Az újonnan visszakapott terület fontos szerepet játszott a törökök elleni védelem megszervezésében. A király megerősítette a tartomány várait és újakat építtetett, majd 1429-ben hűbérbe adta a Német Lovagrendnek, melynek nagymestere, Redwitz Miklós megkapta a szörényi bán címet. 1432-ben azonban II. Vlad vajda török segítséggel elfoglalta a bánság nagy részét, csak Szörényvár és Orsova környéke maradt a Magyar Királyság kezén. 1439-ben Albert király Hunyadi Jánost nevezte ki szörényi bánná.
Hunyadi Mátyás király uralkodása idején a bánság környékén állandó csatározások folytak a törökökkel. Később, Mátyás halála után a Szörényi bánság hanyatlása is bekövetkezett. A törökök 1492-ben megkísérelték elfoglalni Szörényvárát, de a Kinizsi Pál vezette magyar sereg felmentette. 1521-ben ismét visszavert egy török ostromot, de 1522-ben a törökök bevették Orsovát, majd 1524 szeptemberében sikerült elfoglalniuk Szörényvárt is, ezzel a Szörényi bánság teljes területe török fennhatóság alá került és többé nem alkotott önálló közigazgatási egységet.

## Szörényi bánok listája
| Név                               | Bánság ideje      | Bánsága alatti uralkodó | Megjegyzés                                                      |
| --------------------------------- | ----------------- | ----------------------- | --------------------------------------------------------------- |
| II. Buzád (Boldog Buzád)          | 1226 - 1231       | II. András              |                                                                 |
| Szécsi Miklós                     | 1350 – 1355       | I. Lajos                |                                                                 |
| ifj. Lackfi Dénes                 | 1355 – 1359       | I. (Nagy) Lajos         |                                                                 |
| Drugeth III. MiklósHunyadi Jánost | 1391? – 13911439- | ZsigmondAlbert király   | Szörényi bánság: a tartomány főleg a Bánságban terült el akkor. |
| Balassa I. Ferencz                | 1492 – 1494       | II. Ulászló             | Feleségei: Ficsór Margit. 2. Erzse. 3. Perényi Orsolya          |
| Paksy Mihály                      | 1509 – 1510       | II. Ulászló             | Felesége: Haraszty Anna                                         |
| Vitéz Kállay János                | 1522-1526         | II. Lajos               |                                                                 |